# Gran Piemonte 2021
Il Gran Piemonte 2021, centocinquesima edizione della corsa, valevole come prova dell'UCI ProSeries 2021 categoria 1.Pro e come diciannovesima prova della Ciclismo Cup 2021, si svolse il 7 ottobre 2021 su un percorso di 168 km, con partenza da Rocca Canavese ed arrivo a Borgosesia in Piemonte. La vittoria fu appannaggio del britannico Matthew Walls, che completò il percorso in 3h34'47", alla media di 46,931 km/h, precedendo l'italiano Giacomo Nizzolo e l'olandese Olav Kooij.
Sul traguardo di Borgosesia 136 ciclisti, sui 143 partiti da Rocca Canavese, portarono a termine la competizione.

## Squadre e corridori partecipanti
| N.      | Cod. | Squadra                     |
| ------- | ---- | --------------------------- |
| 1-7     | ANS  | Androni Giocattoli-Sidermec |
| 11-17   | AST  | Astana-Premier Tech         |
| 21-27   | TBV  | Bahrain Victorious          |
| 31-37   | BCF  | Bardiani-CSF-Faizanè        |
| 41-47   | BOH  | Bora-Hansgrohe              |
| 51-57   | COF  | Cofidis                     |
| 61-67   | EOK  | Eolo-Kometa Cycling Team    |
| 71-77   | EUS  | Euskaltel-Euskadi           |
| 81-87   | GAZ  | Gazprom-RusVelo             |
| 91-97   | IGD  | Ineos Grenadiers            |
| 101-107 | IWG  | Intermarché-Wanty-Gobert    |

| N.      | Cod. | Squadra                |
| ------- | ---- | ---------------------- |
| 111-117 | ISN  | Israel Start-Up Nation |
| 121-127 | TJV  | Jumbo-Visma            |
| 131-137 | LTS  | Lotto Soudal           |
| 141-147 | MOV  | Movistar Team          |
| 151-157 | RLY  | Rally Cycling          |
| 161-167 | ARK  | Team Arkéa-Samsic      |
| 171-177 | TQA  | Team Qhubeka NextHash  |
| 181-187 | TFS  | Trek-Segafredo         |
| 191-197 | UAD  | UAE Team Emirates      |
| 201-207 | THR  | Vini Zabù              |

## Ordine d'arrivo (Top 10)
| Pos. | Corridore       | Squadra     | Tempo    |
| ---- | --------------- | ----------- | -------- |
| 1    | Matthew Walls   | Bora        | 3h34'47" |
| 2    | Giacomo Nizzolo | Qhubeka     | s.t.     |
| 3    | Olav Kooij      | Jumbo       | s.t.     |
| 4    | Matteo Trentin  | UAE         | s.t.     |
| 5    | Biniam Girmay   | Intermarché | s.t.     |
| 6    | Jakub Mareczko  | Vini Zabù   | s.t.     |
| 7    | Riccardo Minali | Intermarché | s.t.     |
| 8    | Arvid de Kleijn | Rally       | s.t.     |
| 9    | Amaury Capiot   | Arkéa       | s.t.     |
| 10   | Stefano Oldani  | Lotto       | s.t.     |